# Weesperzijde 79D
Weesperzijde 79D te Amsterdam is een gebouw aan de Weesperzijde in Amsterdam-Oost.
De bebouwing langs de Weesperzijde werd grotendeel huis voor huis neergezet in tijden van de uitbreiding van de stadsbebouwing. Die uitbreidingsperioden zijn dan ook terug te vinden in de toegepaste architectuur. Één van de meest opvallende en controversiële gebouwen werd in 2001 op een binnenterrein aan Weesperzijde 79 gebouwd, direct achter het Volkshotel aan de Wibautstraat. De opdracht voor de bouw werd gegeven door Thonik, het ontwerp kwam van MVRDV. Voor deze postzegelarchitectuur (beperkte architectuur qua ruimte en ontwerp) kwam het architectenbureau met een schoenendoos (eigen omschrijving van de architecten) bestaande uit twee bouwlagen met een dakterras. Origineel wilde Thonik een woonhuis annex kantoor, dat zagen de buurtbewoners niet zitten; het werd alleen een kantoor. Binnen het eenvoudig ontwerp paste MVRDV reliëf toe, hetgeen is terug te vinden in de omhoog lopende raampartijen. Vanwege de moeilijkheden van terrein (het terrein is op een poort na ingesloten) werd gekozen voor lichtgewicht bouwstenen voor binnen- en buitenmuren. Het ontwerp won de Amsterdamprijs voor de kunsten.
Het gehele gebouw werd voorzien van een polyurethaan coating, waarbij de kleurkeus aan Thonik werd gelaten. Die wilde wel een helder oranje kleur voor de buitengevel; het zou in hun ogen een warme aanblik geven. De opvallende kleur werd goedgekeurd door de welstandscommissie van gemeente Amsterdam maar na oplevering bleek die kleur te opdringerig te zijn (de hele dag schijnt de zon). Buurtbewoners vonden de oranje kleur agressief overkomen en sommigen vonden het een onleefbare situatie in wording. Er ontstond een hevige discussie, dat op een rechtszaak uitliep, waarbij de bewoners gelijk kregen; Thonik ging in beroep. Eberhard van der Laan, toen advocaat, kwam er aan te pas om een oplossing te verzinnen. Er werd in overleg met de gemeente (waarvan Van de Laan later burgemeester zou worden) geregeld dat het kantoor toch tot bewoning mocht dienen en dat het gebouw overgeschilderd moest worden. De nieuwe kleur werd appelgroen, ongeveer de kleur van Granny Smith of wel de huiskleur van KPN, volgens MVRDV “not orange, but still bright”. Fotograaf Eddy Posthuma de Boer, een van de klagers, was opgelucht met deze verbetering; hij vond de oranje kleur onmogelijk om aan te wennen ("Groen vind ik wel mooi"). 
Niet veel later liet dezelfde studio het Thonikgebouw bouwen, een opvallende verschijning aan de Wibautstraat. Nabij het groene gebouw staat een bord van Thonik in dezelfde stijl.
Het gebouw kwam in 2020/2021 weer in het nieuws. Een bewoonster van een woning aan Pluto in Den Helder had haar woning juist in appelgroen geschilderd; te afwijkend vond de omgeving en de bewoonster moest het in een zachtere groene kleur overschilderen. De zaak liep tot aan de Raad van State.